# Пушкайтс
Пушкайтс — божество в прусской мифологии, связанное с землей и находящееся под священной бузиной. Ведает плодами земли, в частности злаками, покровитель священных рощ. Входит в тетраду богов с природно-хозяйственными функциями, наряду с Аушаутсом, Пильвитсом и Пергрубрюсом.
В жертву Пушкайтсу приносили хлеб, сыр, масло и пиво, ночью накрывая этими продуктами специальный стол в сарае.
Помощниками этого бога считались барздуки — гномы, охраняющие богатства земли. Животным, связанным с культом Пушкайтса, был козел. Праздник Пушкайтса отмечался два раза в год. Во время этого праздника совершалось гадание: в специальном месте складывались 4 буханки хлеба, варёное и жареное мясо, сыр, сливочное масло. Затем на праздник приглашались барздуки, и дверь плотно закрывалась. На следующий день люди смотрели каких продуктов съедено барздуками больше. Если хлеба, то это предвещало хороший урожай злаков, а если мяса — хороший приплод у скота и т. д.